# Kyle Redmond-Jones
Kyle Redmond-Jones (* 6. März 1986 in Wales) ist ein britischer Schauspieler.
Er wurde bisher insbesondere durch Fernsehrollen bekannt, darunter die des Sir Owain in der ersten Staffel der Fantasy-Fernsehreihe Merlin – Die neuen Abenteuer.

## Filmografie
- 2008: Dis/Connected (TV-Film); R: Tom Harper
- 2008: The Edge of Love – Was von der Liebe bleibt; R: John Maybury
- 2008: Merlin – Die neuen Abenteuer (Fernsehserie; Folge Excalibur)
- 2009: Star Crossed; R: Mark Heller
- 2012: Parade’s End – Der letzte Gentleman (Fernsehserie; Folge 4)
- 2012: Wrong Turn 5: Bloodlines; R: Declan O’Brien